# 津村知与支
津村 知与支（つむら のりよし、1975年7月13日 - ）は、日本の俳優。北海道登別市出身。劇団モダンスイマーズ所属。

## 経歴
北海道室蘭栄高等学校理数科在学中に、学校祭の演劇コンテストで同級生の三浦大輔（現ポツドール代表）と舞台劇を開催し、主演男優賞を受賞する。舞台芸術学院に進学し、西條義将、蓬莱竜太、古山憲太郎に出会う。同級生の西條、蓬莱が1999年に旗揚げしたモダンスイマーズに第1回公演から参加。2003年に劇団員となる。元同級生に2人の岸田國士戯曲賞受賞者（蓬莱、三浦）を持つという、異色の経歴を持つ。
兼業俳優であり、1999年12月より全交警備池袋支社に勤務している。

## 出演

### 舞台
1999年
- モダンスイマーズ旗揚げ公演「モダンスイマー」（作・演出：蓬莱竜太）

2002年
- モダンスマーズ「デンキ島」（作・演出：蓬莱竜太）

2003年
- モダンスイマーズ「由希」（作・演出：蓬莱竜太）

2004年
- モダンスイマーズ「五十嵐伝〜五十嵐ハ燃エテイルカ〜」（作・演出：蓬莱竜太）

2005年
- モダンスイマーズ「デンキ島〜松田リカ編〜」（作・演出：蓬莱竜太）
- ONEOR8「ゼブラ」（作・演出：田村孝裕）

2006年
- モダンスイマーズ「赤木五兄弟」（作・演出：蓬莱竜太）
- 扉座「ユタカの月」（作：蓬莱竜太 / 演出：茅野イサム）
- 椿組野外劇「GS近松商店」（作・演出：鄭義信）

2007年
- 劇団 方南ぐみ「あたっくNO.1」（作・演出：樫田正剛）
- イキウメ「狂想のユニオン」（作・演出：前川知大）
- 「東京タワー 〜オカンとボクと、時々、オトン〜」（脚本：蓬莱竜太 / 演出：G2）
- 「ある日、僕らは夢の中で出会う」（作：高橋いさを、演出：堤康之）

2008年
- モダンスイマーズ「夜光ホテル」（作・演出：蓬莱竜太）
- 青山円劇カウンシル「ウラノス」（作：前川知大 / 演出：青木豪）
- モダンスイマーズ「夜光ホテル〜スイートルームバージョン〜」（精華小劇場、作・演出：蓬莱竜太）

2009年
- モダンスイマーズ「夜光ホテル〜スイートルームバージョン〜」（NHKみんなの広場ふれあいホール、作・演出：蓬莱竜太）
- モダンスイマーズ「トワイライツ」（吉祥寺シアター、西鉄ホール、鎌倉芸術館、作・演出：蓬莱竜太）
- モダンスイマーズ「血縁〜飛んで火に入る五兄弟〜」（赤坂レッドシアター、作・演出：モダンスイマーズ）
- 「リンゴリンゴリンゴ」(劇団 道学先生、作・演出:中島淳彦)
- 「赤い城 黒い砂」(松竹、脚本:蓬莱竜太、演出:栗山民也)

2010年
- モダンスイマーズ「凡骨タウン」（東京芸術劇場 シアターイースト、作・演出：蓬莱竜太）
- モダンスイマーズ「デンキ島　松田リカ篇〜 」再演（2011年3月9日〜16日、あうるすぽっと、作・演出：蓬莱竜太）
- 「0号室の客 〜帰ってきた男〜」(東京グローブ座、作:石原健次、演出:松居大悟)
- 中島淳彦 戦中戦後三部作「フツーの生活 宮崎編」(44 Produce Unit、作・演出:中島淳彦)
- 「婦人口論」(劇団、江本純子、作・演出:江本純子)
- 「吸血鬼」(ネルケプランニング、作:青木豪 / 演出:茅野イサム)
- 「アメリカン家族」(ゴジゲン、作・演出:松居大悟)

2011年
- モダンスイマーズ「どん底スナイパー」（作・演出:古山憲太郎）
- 「Heavy Gauge」(クラクラ・プロデュース、作・演出:中島敦彦)
- 「道」(劇団方南ぐみ、作・演出:樫田正剛)

2012年
- モダンスイマーズ「楽園」 再演 (吉祥寺シアター、ももちパレス、兵庫県立芸術文化センター 中ホール、KAAT 神奈川芸術劇場 大スタジオ)
- 「HEAVEN ELEVEN OF THE DEAD」(tsumazuki no ishi、作:スエヒロケイスケ、出演:寺十吾)
- 「20世紀少年少女唱歌集」(椿組、作:鄭義信、演出:松本祐子 文学座)
- 「リリオム」(青山円形劇場、ネルケプランニング、作・演出:松居大悟)
- 「八百屋のお告げ」(グループる・ばる、作:鈴木聡[ラッパ屋]、演出:鈴木裕美)

2013年
- モダンスイマーズ「死ンデ、イル。」（ザ・スズナリ、作・演出：蓬莱竜太）
- 「ドーナツ博士とGO!GO!ピクニック」(紀伊國屋サザンシアター、梅田芸術劇場シアター・ドラマシティ 他、作:西野亮廣（キングコング）、演出:後藤ひろひと)
- 「つく、きえる」(新国立劇場、作:ローラント・シンメルプフェニヒ、演出:宮田慶子)

2014年
- 「ビー・ヒア・ナウ Be Here Now」(シアターグリーン、作:鴻上尚史、演出:深作健太)
- SPACE POND #3「ザ・フルーツ」(駅前劇場、作・演出:中島淳彦)

2015年
- モダンスイマーズ「悲しみよ、消えないでくれ（1月23日〜2月1日、東京芸術劇場 シアターイースト、作・演出：蓬莱竜太）

2023年
- きのう下田のハーバーライトで（10月24日〜29日、OFF・OFFシアター、作・演出：蓬莱竜太）[2]

2024年
- 死ねばいいのに（1月20日〜28日、紀伊國屋サザンシアター TAKASHIMAYA、作：京極夏彦、演出：シライケイタ） - 山崎 役[3][4]
- 高田の棺（4月9日〜17日、OFF・OFFシアター、作：竹田新、演出：山野海・司茂和彦）[5]
- 山本試験紙 vol.2「ピクトグラム」（5月2日〜7日、シアターサンモール、作：山本試験紙、演出：杉本達、倉本朋幸）[6]
- モダンスイマーズ「雨とベンツと国道と私」（6月8日〜30日、作・演出：蓬莱竜太）[7]
- 道産子と越後人「直江津、午前五時五十九分まで」（10月8日〜20日、OFF・OFFシアター 他、作・演出：深井邦彦）[8]
- グッドディスタンス公演vol.8「人という、間」（11月7日〜17日、OFF・OFFシアター、作：深井邦彦、演出：藤井ごう）[9]

2025年
- タカハ劇団「帰還の虹」（8月7日〜13日、座・高円寺1、作・演出：高羽彩）[10]
- act ACE presents #01 舞台「君に似合う花言葉」（11月6日〜10日〈予定〉、CBGKシブゲキ!!、作・演出：私オム）[11]

### テレビドラマ
2004年
- 月曜ミステリー劇場「湯の町コンサルタント3」（TBS） ‐ 松宮博幸 役

2005年
- 危険な関係（フジテレビ）
- 金曜エンタテイメント「所轄刑事2 〜必死の生活安全課〜」（フジテレビ）

2006年
- ケータイ刑事 銭形雷（BS-i）
- スカイガール（スカパー!）
- けものみち（フジテレビ）第8話
- 偽りの花園（東海テレビ）

2007年
- 月曜ゴールデン「心研ぎます！鷹宮光次郎の旅情事件簿」（TBS）
- SP 警視庁警備部警護課第四係（フジテレビ） - 小波管理官 役

2008年
- テレビ愛知開局25周年記念ドラマ「青春カムバック!?メタボリック☆ばんど！」
- 土曜プレミアム「ガリレオΦ」（フジテレビ）
- 土曜ワイド劇場「天才刑事・野呂盆六2」（テレビ朝日） - 木下刑事 役
- スミレ16歳!!（BSフジ）
- ザ・クイズショウ（日本テレビ レギュラー出演） - 松坂 役
- 33分探偵（フジテレビ）第5話

2009年
- 嬢王vergin（テレビ東京レギュラー出演） - 加藤店長 役

2010年
- 素直になれなくて（フジテレビ）
- 土曜ワイド劇場「炎の警備隊長 五十嵐杜夫9」（テレビ朝日）
- 警視庁 失踪人捜査課（テレビ朝日）第3話 - 中西達也 役

2011年
- 水戸黄門 第42部（TBS）
- 示談交渉人 ゴタ消し（読売テレビ）第4話 - 佐川義彦 役
- フリーター、家を買う。（フジテレビ）第1話 - コンビニの店長 役
- 日本人の知らない日本語（読売テレビ）第6話 - 婦女暴行犯・木村 役
- 世にも奇妙な物語 2011年 秋の特別編『JANKEN』（フジテレビ）

2012年
- 贖罪（2012年、WOWOW）
- 黒い報告書 誘蛾灯の女（BSジャパン）
- 女医・倉石祥子（フジテレビ）第1作 - 佐藤幸雄 役
- コドモ警察（MBS）第3話 - 前島義雄 役

2013年
- おトメさん（テレビ朝日 レギュラー出演）
- 水曜ミステリー9
  - 「旅行作家・茶屋次郎11」 - 工藤公弘
  - 「女三代 如月法律事務所2」 - 遠藤純一
- 安堂ロイド〜A.I. knows LOVE?〜（TBS） - 川島 / ドルトン 役

2014年
- ハニー・トラップ（フジテレビ） - 田崎宏尚 役
- 三匹のおっさん〜正義の味方、見参!!〜（1月 - 3月、テレビ東京） - 立花康生 役
- BORDER 警視庁捜査一課殺人犯捜査第4係（テレビ朝日）第3話 - 清水 役
- 東京スカーレット〜警視庁NS係（TBS）第3話 - 福室征治 役
- 相棒 season13（テレビ朝日） 第4話「第三の女」 - 日向貴文 役
- ダークスーツ（11月 - 12月、NHK総合） - 白川雄二 役

2015年
- 三匹のおっさん2〜正義の味方、ふたたび!!〜（4月 - 6月、テレビ東京） - 立花康生 役
- 美女と男子 - 三条政春 役

2017年
- マッサージ探偵ジョー 第9話 (6月11日、テレビ東京) - 水野忠文 役
- 伝七捕物帳 - 篠崎勝之進 役

2018年
- 科捜研の女 Season17 第14話（2月22日、テレビ朝日) - 根岸義雄 役

2019年
- ハケン占い師アタル - 日野 役
- スキャンダル専門弁護士 QUEEN - 堀川太郎 役
- 家政夫のミタゾノ - 片桐理一 役
- 同期のサクラ - 社員 役

2020年
- 相棒 season18 第12話 - 後藤嗣昌 役
- まとわりつくオンナ - 五つの地獄編 第2話（2020年3月6日、TBS）[12]
- 警視庁・捜査一課長2020 第6話 - 日比野近郎 役

2021年
- 刑事7人 第7シリーズ - 佐々本医師 役
- 言霊荘  第3話（10月23日、テレビ朝日）- 報道局長 役

2022年
- 相棒 season20 第11話 - 高田久志 役

2023年
- スタンドUPスタート 第6話
- シッコウ!!〜犬と私と執行官〜 - 浅水美佐男 役

2024年
- アンチヒーロー 第6話（5月19日、TBS） - 藤堂 役
- モンスター 第2話（10月21日、関西テレビ・フジテレビ系） - 益岡伸也 役[13]

2025年
- それでも俺は、妻としたい（1月12日 - 3月30日、テレビ大阪・BSテレビ東京） - 西村 役[14]

### 映画
- 交渉人 真下正義（2005年）
- SP THE MOTION PICTURE〜革命篇（2011年） - 小波管理官 役
- トワイライト ささらさや（2014年、監督:深川栄洋）
- アオハライド（2014年、監督:三木孝浩）
- 劇場版 それでも俺は、妻としたい（2025年、監督:足立紳） - 西村 役[15]

### CM
- NTT西日本「フレッツ・テレビ 〜太い光(自宅)編〜」(2010年)
- 「NTT西日本 フレッツ光」（2011年）
- 武田薬品「アリナミンA 〜いつも元気な吉瀬さん編〜」(2011年)
- 「オートベル」(2011年)

### ラジオドラマ
- 北緯四十三度の神話（2006年、MBSラジオ）